# Тарков, Владимир Васильевич
Влади́мир Васи́льевич Тарко́в (4 сентября 1940, Астрахань, РСФСР, СССР) — российский государственный и административный деятель. Глава администрации г. Йошкар-Олы Марий Эл (2000—2004). Почётный строитель России, заслуженный строитель РСФСР (1991). Член КПРФ.

## Биография
Родился 4 сентября 1940 года в Астрахани. Его отец без вести пропал на фронте в годы Великой Отечественной войны.
В 1961 году окончил Астраханский строительный техникум.
В 1961—1973 годах — мастер строительного участка, инженер-инспектор, старший инженер-инспектор войсковых частей на Байконуре, воинское звание — капитан.
В 1973 году окончил Волгоградский институт инженеров горного хозяйства.
В 1974 году переехал в Марийскую АССР: главный инженер ПМК-715 в п. Мари-Турек, начальник ПМК-716 (п. Новый Торъял) Марийского строительного треста имени 50-летия СССР. С 1977 года — заместитель генерального директора объединения «Марий Эл» по строительству, с 1979 года — главный инженер «Марколхозстройобъединения». С 1985 года — генеральный директор ОАО «Марийскстройматериалы».
С 27 декабря 2000 по 24 декабря 2004 года — Глава администрации г. Йошкар-Олы Марий Эл.
При нём были подготовлены необходимые документы для включения Йошкар-Олы в федеральную программу «Ветхое жильё», начала внедряться программа ипотечного кредитования населения, проработаны новые возможности для развития коммунальной энергетики, освоения промышленными предприятиями новых рынков сбыта, заключены договоры о сотрудничестве с рядом городов России.
В 1990—1993 годах являлся депутатом Верховного Совета Марийской АССР XI созыва, в 1996—2004 годах — депутатом Государственного Собрания Республики Марий Эл II—IV созыва. Член КПРФ.
В 1991 году ему присвоено почётное звание «Заслуженный строитель РСФСР». Награждён орденом «Знак Почёта», медалями и Почётной грамотой Республики Марий Эл.
В настоящее время проживает в г. Йошкар-Оле.

## Звания и награды
- Нагрудный знак «Почётный строитель России»[1]
- Заслуженный строитель РСФСР (1991)[1]
- Нагрудный знак «Почётный строитель Байконура»[1]
- Заслуженный строитель Республики Марий Эл (2000)[1]
- Орден «Знак Почёта» (1977)[1]
- Медаль «Ветеран труда»
- Почётная грамота Республики Марий Эл (2000)[1]